# Gisele Thompson
Gisele Olivia Thompson, född den 2 december 2005 i Los Angeles, Kalifornien, är en amerikansk fotbollsspelare.

## Biografi
Gisele Thompson inledde sin seniorkarriär i Santa Clarita Blue Heat år 2022. 2024 kontrakterades hon av  Angel City FC för spel i National Women's Soccer League. Hon har även representerat det amerikanska damlandslaget där hon debuterade 2025.
Giseles äldre syster Alyssa Thompson spelar också fotboll.